# Adelaide Filleul
Adélaïde-Emilie, o Émilie-Adélaïde Filleul, marchesa de Souza-Botelho e contessa di Flahaut (Parigi, 14 maggio 1761 – 19 aprile 1836), è stata una nobildonna e scrittrice francese.

## Biografia
Sua madre, Marie Irène Cathérine de Buisson, figlia del Seigneur de Longpré, vicino Falaise sposò un borghese di quella città di Filleul. È stato riferito, anche se nessuna prova è evidente, che Mme sia stata l'amante di Luigi XV e la maggior parte dei genealogisti reali la danno come sua figlia, anche se non riconosciuta. Suo marito divenne uno dei segretari del re e Mme Filleul si fece molti amici, tra cui Jean-François Marmontel. La loro figlia maggiore, Marie Françoise Julie Filleul (Château de Longpré, 1751 - Parigi, 1822) sposò allo Château de Menars nel 1767 Abel François Poisson, marquis de Vandières et de Marigny (1727–1781), il fratello di Madame de Pompadour; Adélaïde-Émilie sposò il 30 gennaio 1779 Alexandre Sébastien de Flahaut de La Billarderie, comte de Flahaut de La Billarderie, un soldato di una certa reputazione, che era più grande di lei di molti anni.
A Parigi presto raccolse intorno a lei un salotto, nel quale la figura di spicco era rappresentata da Charles Maurice de Talleyrand-Périgord. Ci sono molte allusioni alla loro liaison nel diario di Gouverneur Morris, un altro dei suoi amanti. Nel 1785 nacque suo figlio Charles Joseph, conte de Flahaut che fu generalmente noto per essere il figlio di Talleyrand. Mme. de Flahaut fuggì da Parigi nel 1792 e si unì alla società di émigrés a Mickleham, nel Surrey, descritta nelle Memoirs di Mme. d'Arblay. Suo marito rimase a Boulogne-sur-Mer, dove fu arrestato il 29 gennaio 1793 e ghigliottinato. Mme de Flahaut mantenne se stessa scrivendo romanzi, di cui il primo, Adèle de Sénanges (Londra, 1794), in parte autobiografico, è il più famoso.
Lasciò Londra per la Svizzera, dove incontrò Luigi Filippo, Duca d'Orléans. Viaggiò in sua compagnia ad Amburgo, dove visse per due anni, guadagnandosi da vivere come modista. Ritornò a Parigi nel 1798 ed il 17 ottobre 1802 sposò come sua seconda moglie Dom José Maria de Sousa Botelho Mourão e Vasconcelos (Porto, 9 marzo 1758 - Parigi, 1º giugno 1825), ministro plenipotenziario portoghese a Parigi e II Signore del Maggiorasco di Mateus sposato in precedenza a Lisbona il 23 novembre 1783 con Dona Maria Teresa de Noronha, dei Signori del Maggiorasco di os Apréstimos da cui aveva avuto figli (un solo figlio maschio, il futuro I Conte di Vila Real). Suo marito fu richiamato nel 1804 e gli fu offerta l'ambasciata di San Pietroburgo; ma l'anno seguente si dimise per stabilirsi permanentemente a Parigi dove aveva molti amici fra cui lo storico Jean Charles Léonard Simonde de Sismondi. Egli trascorse il suo tempo principalmente nella preparazione della bellissima edizione del Os Lusíadas di Luís de Camões, che completò nel 1817.
Mme de Souza perse il suo potere speciale dopo la caduta del Primo Impero e fu abbandonata persino da Talleyrand, sebbene continuò il suo mecenatismo di Charles de Flahaut. Suo marito morì nel 1825 e dopo la salita al trono di Luigi Filippo visse in pensione comparatica fino alla sua morte. Allevò suo nipote, Charles de Morny, il figlio naturale che suo figlio aveva avuto dalla Regina Ortensia. Tra i suoi romanzi successivi ci furono La Comtesse de Fargy (1822) e La Duchesse de Guise (1831). Le sue opere complete furono pubblicate tra il 1811 e il 1822.